# Улад-Теима
Улад-Теима (араб. اولاد تايمة‎) — город в Марокко, расположен в области Сус-Масса-Драа.

## Географическое положение
Центр города располагается на высоте 124 метров над уровнем моря.

## Демография
Население города по годам:
| 2004   | 2012   |
| ------ | ------ |
| 66 183 | 71 588 |

## Транспорт
Ближайший аэропорт расположен в городе Агадире.